# Franz Engel (Naturwissenschaftler)

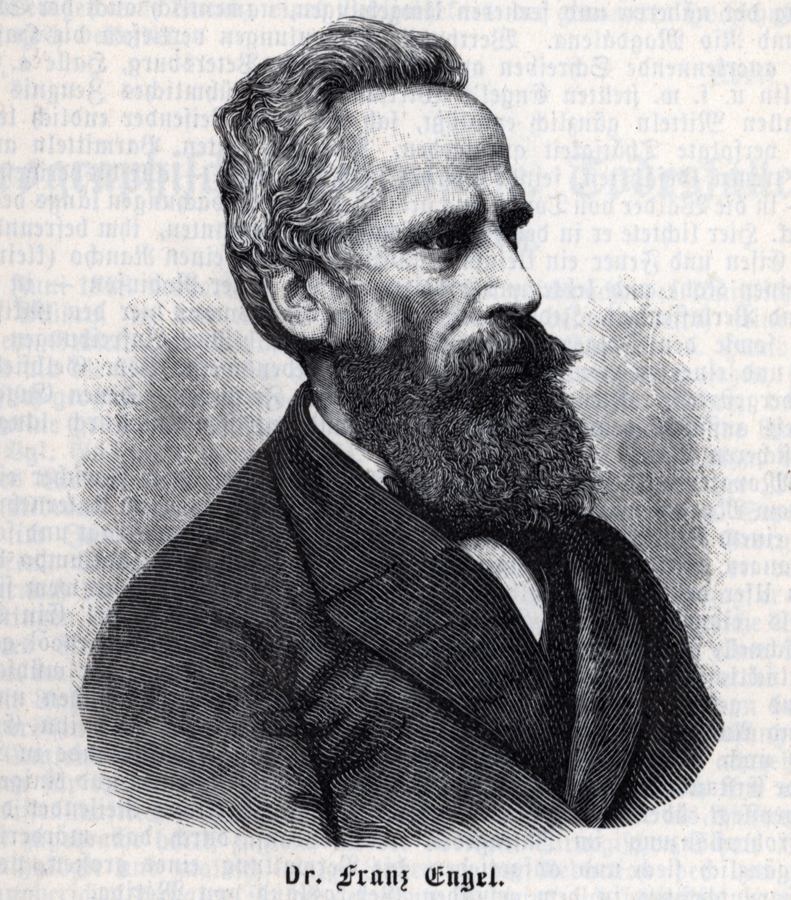
Franz Engel

Theodor Franz Johann August Hermann Engel (* 21. Juli 1834 in Röbel/Müritz; † 30. August 1920 in Neubrandenburg) war ein deutscher Forschungsreisender. Sein offizielles botanisches Autorenkürzel lautet „Engel“.

## Leben und Wirken
Franz Engel wurde geboren als Sohn und eines von neun Kindern des Juristen und Röbeler Bürgermeisters Christian Engel und dessen Frau Ulrike, geb. Classe (1793–1881). Er studierte Naturwissenschaften in Berlin und Leipzig. Ab 1857 bereiste er Venezuela und Neugranada, übernahm dann die Leitung einer Plantage in Zulia und später die Verwaltung eines Großgrundbesitzes im Gebirgsland von Mérida.
1863 kehrte Engel nach Europa zurück, machte dann 1870 als Freiwilliger den Deutsch-Französischen Krieg mit und trat nach Friedensschluss als wissenschaftlicher Hilfsarbeiter in die Verwaltung des Museums der Landwirtschaftlichen Hochschule Berlin als Bibliothekar ein.
Engel fand auf seinen Reisen in Südamerika eine Palmenart, die er nach seiner Heimatstadt Röbel benannte: Roebelia solitaria Engel.

## Veröffentlichungen
- Palmae columbianae novae (Schlechtendal / Linnaea; 33), Halle 1865.
- Studien unter den Tropen Amerikas. Jena 1878 (Digitalisat); neue Ausgabe u.d.T.: Aus dem Natur- und Volksleben des tropischen Amerika, 1886.
- Einwanderung und Kolonisation im tropischen Amerika. Leipzig 1880.
- Wegeblumen aus dem Ränzel eines Wanderburschen. Gedichtsammlung, Berlin 1883.
- Auf der Sierra Neváda de Mérida. Hamburg 1888. (Digitalisat).